# Путепроводы Москвы
Пу́тепрово́ды Москвы (произносится с двумя ударе́ниями) — путепроводы, находящиеся на территории г. Москвы; в данный раздел не включены транспортные развязки, практически каждая из которых содержит в себе путепровод.

## Путепроводы через (над)Окружную МЖД
- Путепровод Абрамцевской просеки, 19XX.
- Первый Алтуфьевский путепровод, 1976.
- Первый Волоколамский трамвайный путепровод, 1943, реконструирован в 1957 г.
- Путепровод Лосиноостровской улицы, 1973.
- Щёлковский путепровод, 1969.
- Мытищинский путепровод, 1956.

## Путепроводы над другими железнодорожными ветками
- Путепровод на улице Барклая, сооружён в 2022 году.
- Карачаровский путепровод, сооружён в 1982 году.
- Северянинский путепровод, сооружён в 1953 году.
- Крестовский мост, сооружён в 1937 году, реконструирован в 2009.
- Малый Крестовский путепровод.
- Второй Алтуфьевский путепровод.
- Третий Алтуфьевский путепровод.
- Канатчиково — над южной горловиной станции путепровод улицы Карьер.
- Шереметьевский путепровод, 1957.
- Мост Победы, 1943 (бывш. 1-й Ленинградский путепровод) — путепровод на Ленинградском шоссе в над путями Рижского направления Московской железной дороги.
- Путепровод в районе платформы Переделкино Киевского направления ЖД, сооружён в 2017 году.
- Путепровод в районе поселения Кокошкино (Москва, ТиНАО) Киевского направления ЖД 33 км, сооружён в 2017 году.
- Путепровод в районе платформы Крекшино 36 км Киевского направления ЖД, сооружён в 2017 году.

## Все путепроводы, в алфавитном порядке
1. Абрамцевский путепровод, 1908
2. 1-й Алтуфьевский путепровод, 1976
3. 2-й Алтуфьевский путепровод, 1977
4. 3-й Алтуфьевский путепровод, 1977
5. Бакинский путепровод, 1976
6. Библиотечный путепровод, 1982
7. Бусиновский путепровод, 1983
8. Ваганьковский путепровод, 1960
9. Вешняковский путепровод, 1973
10. Владимирский путепровод, 1912
11. Волгоградский путепровод, 1960-е
12. 1-й Волоколамский путепровод, 1943
13. 2-й Волоколамский путепровод, 1960-е
14. Горбатый путепровод, 1924
15. Дангауэровский путепровод, 1920-е
16. Дмитровский путепровод, 1965
17. Донбасский путепровод
18. 1-й Загородный путепровод, 1953
19. 2-й Загородный путепровод, 2000
20. Звенигородский путепровод, 2005
21. Измайловский путепровод, 2009
22. Казаковский путепровод
23. Канатчиковский путепровод, 1950-е
24. Каланчёвский путепровод, 1930
25. Карачаровский путепровод, 1983
26. Киевский путепровод, 1999
27. Крестовский большой путепровод, 1937
28. Крестовский малый путепровод, 1930-е
29. Кунцевский путепровод, 1985
30. Кутузовский путепровод, 1908
31. 1-й Ленинградский путепровод, 1943
32. 2-й Ленинградский путепровод, 1940-е
33. Липецкий путепровод, 1987
34. Лосиноостровский путепровод, 1973
35. Лужниковский путепровод, 1956
36. Марк путепровод, 1974
37. Милашенковский путепровод, 1988
38. Михалковский путепровод, 1960-е
39. Можайский путепровод, 1970-е
40. Москворечье путепровод, 1974
41. Мытищинский путепровод, 1956
42. Нарвский путепровод, 1950-е
43. Нижегородский путепровод
44. Новобасманный путепровод, 1964
45. Новогиреевский путепровод, 1973
46. Останкинский путепровод, 1958
47. Остаповский путепровод, 1957
48. Очаковский путепровод, 1980
49. Песчаный путепровод, 1962
50. Покровский путепровод, 1977
51. Путепровод на улице Барклая, 2022
52. Рижская эстакада, 1975
53. Ростокинский путепровод, 1956
54. Руставели путепровод, 1966
55. Савёловская эстакада, 1966
56. Сайкинский путепровод, 1969
57. Северный путепровод, 1908
58. Северянинский путепровод, 1953
59. Семёновский путепровод, 1956
60. Старобасманный путепровод
61. Сусоколовский путепровод, 1908
62. Тверской путепровод, 1904
63. Угрешский путепровод, 1960-е
64. Шарикоподшипниковский путепровод, 1966
65. Шереметьевский путепровод, 1957
66. Щёлковский путепровод, 1969
67. Южный путепровод, 1908